# Redada del Velódromo de Invierno

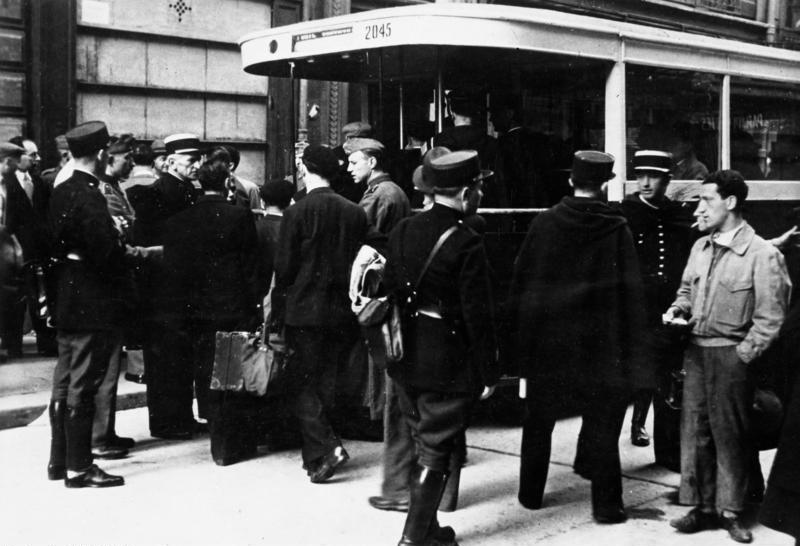
Persecución de judíos, agosto de 1941.

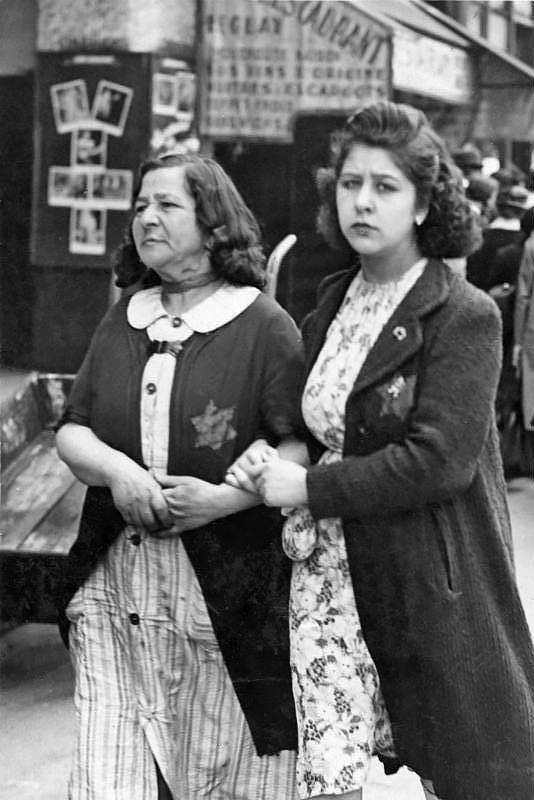
Mujeres judías con la estrella amarilla en junio de 1942.

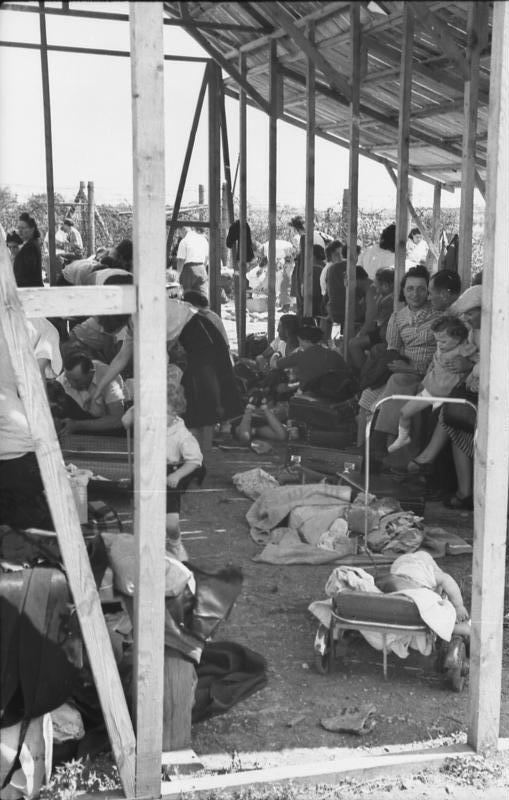
En tránsito en el campo de Beaune-la-Rolande

La Redada del Velódromo de Invierno, organizada del 16 al 17 de julio de 1942, fue la redada más importante realizada en Francia contra los judíos durante la Segunda Guerra Mundial. A esta redada se la conoce popularmente en francés como Rafle du Vél' d’Hiv' debido al nombre popular abreviado (Vel d'hiv) que los parisinos le daban al Velódromo de Invierno (Vélodrome d'hiver) y se la llama así porque muchos de los arrestados fueron primero retenidos en ese velódromo, situado en el decimoquinto distrito de París, antes de ser enviados a otras ciudades francesas y dirigidos más tarde a los campos de exterminio que la Alemania nazi tenía en el Este de Europa.
El Velódromo de Invierno de París siguió siendo utilizado después de la guerra no solo para practicar carreras ciclísticas, sino para muchas otras actividades como desfiles de moda, competiciones ecuestres y corridas de toros. Fue demolido en 1959 y hasta 2015, en su lugar, se encontraban las oficinas del Ministerio del Interior.
En Francia de los cerca de 330 000 judíos de 1939, alrededor de 75 000 murieron en la deportación.

## Hechos
En julio de 1942 el régimen nazi, con el apoyo del Gobierno francés de Vichy y su policía, organizó la operación Viento Primaveral: una gran redada de judíos llevada a cabo en diversos países europeos. En Francia, el régimen de Vichy movilizó a la policía francesa para participar en esta operación.
En París 9000 policías y gendarmes tomaron parte en ella.
Los judíos franceses estaban fichados desde 1940 y las autoridades conocían, por tanto, sus direcciones. Las instrucciones del director de la policía municipal, M. Hennequin, el 12 de julio de 1942, fueron: 
1. Los policías e inspectores, después de verificar la identidad de los judíos que tenían que arrestar, debían hacer caso omiso y no discutir las diferentes observaciones que les pudieran hacer.
2. No atenderán a su estado de salud. Todo judío arrestado deberá ser conducido al Centro primario.
3. Las detenciones deben ser efectuadas con la máxima rapidez, sin palabras inútiles y sin ningún comentario.

El 16 de julio de 1942, a las cuatro de la madrugada, 12 884 judíos fueron arrestados (4051 niños, 5802 mujeres y 3031 hombres). Un número indeterminado de personas, prevenidas por la Resistencia francesa, o beneficiándose de la falta de celo de algunos policías, pudieron escapar de la redada.
Las condiciones del arresto fueron penosas: las personas arrestadas no podían llevarse más que una manta, un par de zapatos y dos camisas; después separaron a las familias, muchas de las cuales nunca volvieron a reunirse.
Tras el arresto, una parte de los judíos (los que no tenían niños) fueron conducidos en autobús al campo de Drancy (al norte de París). Otros fueron enviados al Velódromo de invierno (situado en el distrito XV), que sirvió como cárcel provisional (en 1941 ya había sido utilizado en otra redada). Cerca de 7000 personas tuvieron que subsistir durante cinco días sin comida y casi sin agua; el que intentaba huir era fusilado en el propio campo. Una centena de prisioneros se suicidaron. Los prisioneros fueron trasladados a los campos de Drancy, Beaune-la-Rolande y Pithiviers, antes de ser deportados a los campos de exterminio alemanes.
Esta redada representa, por sí sola, más de una cuarta parte de los 42 000 judíos franceses que fueron enviados a Auschwitz en 1942, de los cuales solo 811 regresarían al término de la guerra.

## Responsabilidad sobre este hecho
Además del gobierno de Francia de entonces y sus fuerzas represivas, fue responsable de esta iniciativa la unidad alemana Sección IVB4 de la Gestapo dirigida por Adolf Eichmann, cuyos delegados, los capitanes de las SS Alois Brunner, Theodor Dannecker y Heinz Rothke, ordenaron a la policía francesa iniciar la redada y concentrar a los miembros de la comunidad judía para enviarlos directamente a Auschwitz. 
Los alemanes habían fijado inicialmente que la redada sólo incluyera adultos de ambos sexos. Sin embargo, la policía francesa decidió incluir niños de 2 a 12 años solamente, los mayores de 12 años no fueron arrestados. Al concentrar a más de 4000 niños, estos fueron separados de sus padres, que partieron por separado (hombres y mujeres) a Auschwitz y fueron trasladados hacia otros campos donde permanecieron por espacio de 3 días mal mantenidos a base de pan y agua. 
Luego de los tres días de consulta, los alemanes decidieron transportar a los niños directamente a Auschwitz, adonde llegaron sin selección ni proceso alguno, siendo enviados directamente a la muerte en las cámaras de gas.
Este cargo se mantiene aún sobre el capitán SS Alois Brunner, quien se refugió después de la guerra en Damasco, Siria, y donde podría haber muerto a principios de la década del 2000.

## Memoria histórica
En 1995, el mismo día en que se cumplía el 53 aniversario de la redada, el presidente de la República Jacques Chirac hizo una declaración solemne en la que reconocía la responsabilidad del régimen de Vichy, y por tanto de Francia, en el exterminio de los judíos.